# Iglesia de Nuestra Señora Virgen del Rosario (Pinos Puente)
La iglesia de Nuestra Señora Virgen del Rosario es una iglesia parroquial de la localidad española de Pinos Puente, en Granada.

## Historia
Construida en el siglo XVI, sufrió amplias reformas en el XVIII.

## Descripción
Consta de tres naves, separadas por pilares, la mayor cubierta por una armadura mudéjar.